# Playa de Mil Palmeras (Pilar de la Horadada)
La playa de Mil Palmeras es una playa de arena situada en la localidad de Mil Palmeras del municipio de Pilar de la Horadada en la provincia de Alicante (España).
Esta playa limita al norte con los la Playa de Vista Mar/Cañada Hermosa y al sur con la  Playa Río Seco, en el mismo municipio. Es una de las playas más concurridas de Pilar de la Horadada, debido a su fácil acceso y disponibilidad de aparcamiento.
Se sitúa en un entorno urbano, disponiendo de acceso por calle. Cuenta con paseo marítimo y aparcamiento delimitado. Cuenta con acceso para discapacitados y aparcamiento reservado. También cuenta con vigilancia y socorrismo.
Esta playa cuenta con el distintivo de Bandera Azul desde 1999.